# IIHF Continental Cup 2009-2010
La 13ª edizione della Continental Cup organizzata dalla federazione internazionale di hockey su ghiaccio ha vista confermata la formula della stagione precedente, con 19 compagini iscritte, vincitrici dei campionati delle nazioni europee che nel ranking IIHF occupano le posizioni dall'ottava in poi.
Contrariamente a quanto deciso nel 2008, nella stagione 2009-2010 non c'è stato (a causa della crisi economica) il previsto allargamento della Champions Hockey League, che anzi è stata sospesa per una stagione, e pertanto neppure la Continental Cup ha cambiato formato.
La formula è la consueta, con un gruppo preliminare da quattro squadre (provenienti dagli ultimi 4 campionati secondo il ranking), la prima delle quali si è qualificata al secondo turno. Al secondo turno ci saranno due gironi da quattro squadre, con 7 squadre qualificate per la posizione nel ranking e la vincitrice del primo turno. Le due vincenti passano al terzo turno, che funziona con lo stesso meccanismo: due gironi da 4, con 6 squadre qualificate per il ranking e le due vincenti il secondo turno.
Il girone finale (o Super Final) vede qualificate di diritto la squadra ospitante (i francesi Grenoble Brûleurs de Loups) e lo Yunost Minsk, rappresentante della Bielorussia, la nazione più in alto nel ranking tra le nazioni iscritte.
I gironi sono stati decisi il 27 giugno 2009 a Budapest.

## Primo turno

### Gruppo A
Il gruppo A si è tenuto ad Ankara, in Turchia, dal 25 al 27 settembre 2009.
Al girone hanno preso parte le quattro squadre provenienti dai paesi con il peggiore ranking:
- Polis Akademisi Ankara,  Turchia
- Herzliya Pituah,  Israele
- FC Barcelona HG,  Spagna
- HK Slavia Sofia,  Bulgaria

#### Partite
| 25 settembre 2009 Ore 14:00 EET | Polis Akademisi Ankara | 3:7 (2:2, 0:0, 1:5)  | HK Slavia Sofia        | Bel-Pa, Ankara Spettatori: |
| 25 settembre 2009 Ore 18:00 EET | FC Barcelona HG        | 14:1 (6:0, 5:1, 3:0) | HC Herzlia Pituach     | Bel-Pa, Ankara Spettatori: |
| 26 settembre 2009 Ore 14:00 EET | HC Herzlia Pituach     | 3:8 (0:2, 0:4, 3:2)  | Polis Akademisi Ankara | Bel-Pa, Ankara Spettatori: |
| 26 settembre 2009 Ore 18:00 EET | HK Slavia Sofia        | 1:3 (0:1, 0:2, 1:0)  | FC Barcelona HG        | Bel-Pa, Ankara Spettatori: |
| 27 settembre 2009 Ore 14:00 EET | HK Slavia Sofia        | 11:2 (4:1, 3:0, 4:1) | HC Herzlia Pituach     | Bel-Pa, Ankara Spettatori: |
| 27 settembre 2009 Ore 18:00 EET | Polis Akademisi Ankara | 1:13 (0:4, 0:2, 1:7) | FC Barcelona HG        | Bel-Pa, Ankara Spettatori: |

#### Classifica
| Pos. |                        | PG | V | VOT | POT | P | Reti  | Pt. |
| 1.   | FC Barcelona HG        | 3  | 3 | 0   | 0   | 0 | 30:3  | 9   |
| 2.   | HK Slavia Sofia        | 3  | 2 | 0   | 0   | 1 | 19:8  | 6   |
| 3.   | Polis Akademisi Ankara | 3  | 1 | 0   | 0   | 2 | 12:23 | 3   |
| 4.   | Herzlia Pituach        | 3  | 0 | 0   | 0   | 3 | 6:33  | 0   |

## Secondo turno

### Gruppo B
Il gruppo B si è giocato a Miercurea Ciuc, in Romania, dal 23 al 25 ottobre 2009.
Le quattro squadre partecipanti:
- SC Miercurea Ciuc,  Romania
- Újpesti TE Budapest,  Ungheria
- HYS The Hague,  Paesi Bassi
- FC Barcelona HG,  Spagna (Vincitrice gruppo A)

#### Partite
| 23 ottobre 2009 Ore 16:00 EET | Újpesti TE Budapest | 9:3 (3:0, 3:2, 3:1)  | FC Barcelona HG     | Vákár Lajos, Miercurea Ciuc Spettatori: 115   |
| 23 ottobre 2009 Ore 19:30 EET | HYS The Hague       | 4:3 (3:1, 1:1, 0:1)  | SC Miercurea Ciuc   | Vákár Lajos, Miercurea Ciuc Spettatori: 1.600 |
| 24 ottobre 2009 Ore 16:00 EET | Újpesti TE Budapest | 2:6 (1:1, 1:1, 0:4)  | HYS The Hague       | Vákár Lajos, Miercurea Ciuc Spettatori: 335   |
| 24 ottobre 2009 Ore 19:30 EET | SC Miercurea Ciuc   | 11:2 (4:0, 5:1, 2:1) | FC Barcelona HG     | Vákár Lajos, Miercurea Ciuc Spettatori: 850   |
| 25 ottobre 2009 Ore 16:00 EET | FC Barcelona HG     | 1:9 (0:3, 0:1, 1:5)  | HYS The Hague       | Vákár Lajos, Miercurea Ciuc Spettatori: 150   |
| 25 ottobre 2009 Ore 19:30 EET | SC Miercurea Ciuc   | 5:0 (0:0, 5:0, 0:0)  | Újpesti TE Budapest | Vákár Lajos, Miercurea Ciuc Spettatori: 1.550 |

#### Classifica
| Pos. |                     | PG | V | VOT | POT | P | Reti  | Pt. |
| 1.   | HYS The Hague       | 3  | 3 | 0   | 0   | 0 | 19:6  | 9   |
| 2.   | SC Miercurea Ciuc   | 3  | 2 | 0   | 0   | 1 | 19:6  | 6   |
| 3.   | Újpesti TE Budapest | 3  | 1 | 0   | 0   | 2 | 11:14 | 3   |
| 4.   | FC Barcelona HG     | 3  | 0 | 0   | 0   | 3 | 6:29  | 0   |

### Gruppo C
Il gruppo C si è tenuto a Cracovia, in Polonia, dal 23 al 25 ottobre 2009.
Le quattro squadre partecipanti:
- KS Cracovia,  Polonia
- Tartu Kalev-Välk,  Estonia (in sostituzione dei campioni estoni, HK Stars, falliti nell'estate precedente il torneo)
- SC Energija Elektrenai,  Lituania
- HK Sary-Arka Karaganda,  Kazakistan

#### Partite
| 23 ottobre 2009 Ore 14:00 CET | SC Energija Elektrenai | 2:3 d.t.s. (0:0, 0:0, 2:2, 0:1) | Tartu Kalev-Välk       | Krakowianka Arena, Cracovia Spettatori: 200   |
| 23 ottobre 2009 Ore 18:00 CET | KS Cracovia            | 3:2 (1:1, 1:0, 1:1)             | HK Sary-Arka Karaganda | Krakowianka Arena, Cracovia Spettatori: 2.000 |
| 24 ottobre 2009 Ore 14:00 CET | HK Sary-Arka Karaganda | 4:1 (1:0, 2:0, 1:1)             | SC Energija Elektrenai | Krakowianka Arena, Cracovia Spettatori: 200   |
| 24 ottobre 2009 Ore 18:00 CET | Tartu Kalev-Välk       | 3:9 (1:4, 1:3, 1:2)             | KS Cracovia            | Krakowianka Arena, Cracovia Spettatori: 1.300 |
| 25 ottobre 2009 Ore 14:00 CET | HK Sary-Arka Karaganda | 8:0 (4:0, 3:0, 1:0)             | Tartu Kalev-Välk       | Krakowianka Arena, Cracovia Spettatori: 100   |
| 25 ottobre 2009 Ore 17:45 CET | KS Cracovia            | 7:5 (4:0, 2:3, 1:2)             | SC Energija Elektrenai | Krakowianka Arena, Cracovia Spettatori: 2.000 |

#### Classifica
| Pos. |                        | PG | V | VOT | POT | P | Reti  | Pt. |
| 1.   | KS Cracovia            | 3  | 3 | 0   | 0   | 0 | 19:10 | 9   |
| 2.   | HK Sary-Arka Karaganda | 3  | 2 | 0   | 0   | 1 | 14:4  | 6   |
| 3.   | Tartu Kalev-Välk       | 3  | 0 | 1   | 0   | 2 | 6:19  | 2   |
| 4.   | SC Energija Elektrėnai | 3  | 0 | 0   | 1   | 2 | 8:14  | 1   |

## Terzo turno

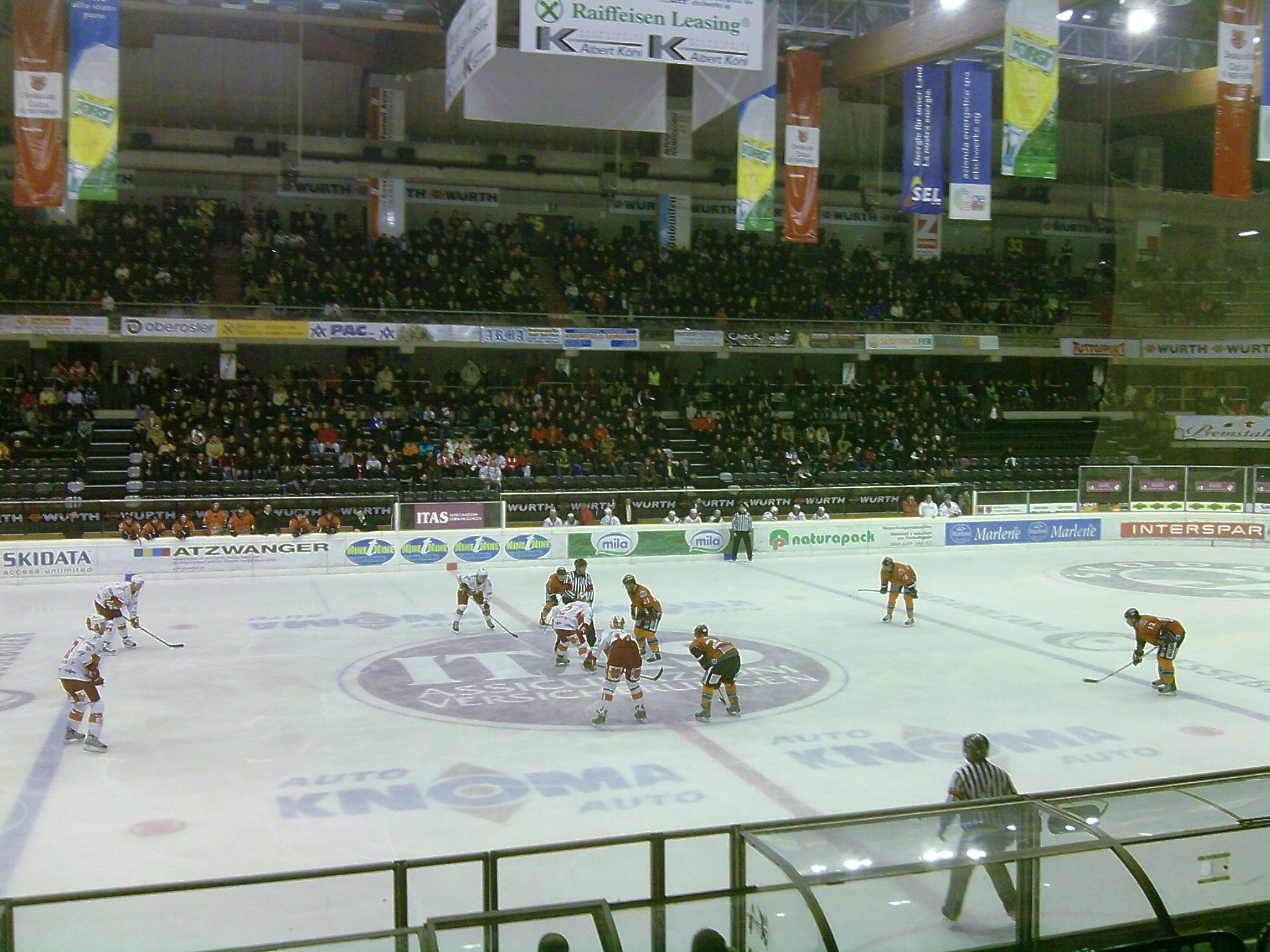
L'incontro tra HC Bolzano e Sheffield Steelers

### Gruppo D
Il gruppo D si è tenuto a Bolzano, in Italia, dal 27 al 29 novembre 2009.
Le quattro squadre partecipanti:
- HC Bolzano,  Italia
- Sheffield Steelers,  Regno Unito
- HDK Maribor,  Slovenia
- HYS The Hague,  Paesi Bassi (Vincitrice gruppo B)

#### Partite
| 27 novembre 2009 Ore 16:30 CET | Sheffield Steelers | 4:3 (2:1, 1:2, 1:0)                | HYS The Hague      | Palaonda, Bolzano Spettatori: 550   |
| 27 novembre 2009 Ore 20:00 CET | HC Bolzano         | 6:2 (3:0, 2:1, 1:1)                | HDK Maribor        | Palaonda, Bolzano Spettatori: 3.000 |
| 28 novembre 2009 Ore 16:30 CET | HDK Maribor        | 4:5 (1:2, 2:1, 1:2)                | Sheffield Steelers | Palaonda, Bolzano Spettatori: 1.100 |
| 28 novembre 2009 Ore 20:00 CET | HYS The Hague      | 0:3 (0:1, 0:1, 0:1)                | HC Bolzano         | Palaonda, Bolzano Spettatori: 4.500 |
| 29 novembre 2009 Ore 16:30 CET | HDK Maribor        | 1:4 (0:1, 1:0, 0:3)                | HYS The Hague      | Palaonda, Bolzano Spettatori: 1.000 |
| 29 novembre 2009 Ore 20:00 CET | HC Bolzano         | 3:4 d.r. (1:2, 2:1, 0:0, 0:0, 0-1) | Sheffield Steelers | Palaonda, Bolzano Spettatori: 4.300 |

#### Classifica
| Pos. |                    | PG | V | VOT | POT | P | Reti  | Pt. |
| 1.   | Sheffield Steelers | 3  | 2 | 1   | 0   | 0 | 13:10 | 8   |
| 2.   | HC Bolzano         | 3  | 2 | 0   | 1   | 0 | 13:6  | 7   |
| 3.   | HYS The Hague      | 3  | 1 | 0   | 0   | 2 | 7:8   | 3   |
| 4.   | HGK Maribor        | 3  | 0 | 0   | 0   | 3 | 7:15  | 0   |

### Gruppo E
Il gruppo E si terrà a Liepāja, in Lettonia, dal 27 al 29 novembre 2009.
Le quattro squadre partecipanti:
- Liepajas Metalurgs,  Lettonia
- Sokil Kyiv,  Ucraina
- EC Red Bull Salzburg,  Austria
- KS Cracovia,  Polonia (Vincitrice gruppo C)

#### Partite
| 27 novembre 2009 Ore 15:00 EET | Red Bull Salisburgo | 6:5 (3:1, 2:3, 1:1)                | Sokil Kiev          | Olimpiskā ledus halle, Liepāja Spettatori: 210   |
| 27 novembre 2009 Ore 19:00 EET | Liepajas Metalurgs  | 6:5 (2:2, 2:1, 2:2)                | KS Cracovia         | Olimpiskā ledus halle, Liepaja Spettatori: ?     |
| 28 novembre 2009 Ore 15:00 EET | KS Cracovia         | 2:1 d.r. (0:0, 1:0, 0:1; 0-0; 1-0) | Sokil Kiev          | Olimpiskā ledus halle, Liepaja Spettatori: 214   |
| 28 novembre 2009 Ore 19:00 EET | Red Bull Salisburgo | 4:3 (1:0, 1:1, 2:2)                | Liepajas Metalurgs  | Olimpiskā ledus halle, Liepaja Spettatori: 1.004 |
| 29 novembre 2009 Ore 15:00 EET | KS Cracovia         | 2:5 (1:3, 0:1, 1:1)                | Red Bull Salisburgo | Olimpiskā ledus halle, Liepaja Spettatori: 214   |
| 29 novembre 2009 Ore 19:00 EET | Liepajas Metalurgs  | 3:5 (0:3, 1:1-, 2:1)               | Sokil Kiev          | Olimpiskā ledus halle, Liepaja Spettatori: 847   |

#### Classifica
| Pos. |                        | PG | V | VOT | POT | P | Reti  | Pt. |
| 1.   | EC Red Bull Salisburgo | 3  | 3 | 0   | 0   | 0 | 15:10 | 9   |
| 2.   | Sokil Kyiv             | 3  | 1 | 0   | 1   | 1 | 11:11 | 4   |
| 3.   | Liepajas Metalurgs     | 3  | 1 | 0   | 0   | 2 | 12:14 | 3   |
| 4.   | KS Cracovia            | 3  | 0 | 1   | 0   | 2 | 9:12  | 2   |

## Super final
La super final si è svolta a Grenoble, in Francia, dal 15 al 17 gennaio 2010.
Le quattro squadre partecipanti:
- Grenoble Brûleurs de Loups,  Francia
- Yunost Minsk,  Bielorussia
- Sheffield Steelers,  Regno Unito (Vincitrice gruppo D)
- EC Red Bull Salisburgo,  Austria (Vincitrice gruppo E)

### Partite
| 15 gennaio 2010 Ore 16:00 CET | Red Bull Salisburgo | 5:3 (0:2, 3:1, 2:0)                | Yunost Minsk        | Polesud, Grenoble Spettatori: 2.000 |
| 15 gennaio 2010 Ore 20:00 CET | Brûleurs de Loups   | 2:5 (0:2, 2:1, 0:2)                | Sheffield Steelers  | Polesud, Grenoble Spettatori: 3.500 |
| 16 gennaio 2010 Ore 16:00 CET | Sheffield Steelers  | 1:6 (1:3, 0:3, 0:0)                | Red Bull Salisburgo | Polesud, Grenoble Spettatori: 2.000 |
| 16 gennaio 2010 Ore 20:00 CET | Yunost Minsk        | 2:3 d.r. (0:1, 2:0, 0:1, 0:0, 0:1) | Brûleurs de Loups   | Polesud, Grenoble Spettatori: 3.500 |
| 17 gennaio 2010 Ore 15:00 CET | Sheffield Steelers  | 1:4 (0:1, 0:3, 1:0)                | Yunost Minsk        | Polesud, Grenoble Spettatori:       |
| 17 gennaio 2010 Ore 19:00 CET | Brûleurs de Loups   | 4:9 (2:3, 1:3, 1:3)                | Red Bull Salisburgo | Polesud, Grenoble Spettatori: 3.500 |

#### Classifica
| Pos. |                            | PG | V | VOT | POT | P | Reti | Pt. |
| 1.   | EC Red Bull Salisburgo     | 3  | 3 | 0   | 0   | 0 | 20:8 | 9   |
| 2.   | Yunost Minsk               | 3  | 1 | 0   | 1   | 1 | 9:9  | 4   |
| 3.   | Sheffield Steelers         | 3  | 1 | 0   | 0   | 2 | 7:12 | 3   |
| 4.   | Grenoble Brûleurs de Loups | 3  | 0 | 1   | 0   | 2 | 9:16 | 2   |

L'EC Red Bull Salisburgo ha vinto la IIHF Continental Cup 2010, prima vittoria per una squadra austriaca nella competizione.

### Premi individuali
Miglior giocatore per ruolo
|                    | Giocatore           | Squadra                |
| ------------------ | ------------------- | ---------------------- |
| Miglior portiere   | Andrew Verner       | Sheffield Steelers     |
| Miglior difensore  | Doug Lynch          | EC Red Bull Salisburgo |
| Miglior attaccante | Olexandr Materuchyn | HK Yunost Minsk        |